# Tempio di Dharma Bum
Il tempio di Dharma Bum è un tempio buddista americano a San Diego, California. Il tempio è stato fondato nel 2006 a Capodanno da un gruppo di tre persone. Il tempio era originariamente chiamato Dharma Bum Center; cambiò ufficialmente il suo nome in Dharma Bum Temple nel settembre 2008. Ha le sue radici nel buddismo taiwanese, ma si identifica con il buddismo ecumenico, o buddismo interdenominazionale.
Il Tempio di Dharma Bum è stato fondato nel centro di San Diego, dove è diventato popolare tra la gente del posto e gli studenti universitari della vicina Università Statale di San Diego (SDSU). Dopo essere stato situato in centro per dieci anni, il tempio si trasferì alle altezze dell'università nel mese di aprile 2017. Il Tempio di Dharma Bum tiene lezioni gratuite di meditazione e buddismo per il grande pubblico e organizza eventi di servizio alla comunità nella zona. È stato coinvolto nella fondazione della prima fraternità college buddista negli Stati Uniti, Delta Beta Tau. Il tempio ha fatto i titoli dei giornali locali nel 2017 con la sua campagna per acquistare la Chiesa di San Diego, costruita nel 1927 in Svezia, sulle alture dell'università, che il tempio si trasferì alla fine di quell'anno.
Tempio di Dharma Bum non ha clero ordinato e mira ad adattare il buddismo alla cultura americana. Il tempio ospita regolarmente ospiti provenienti da diverse tradizioni del Buddismo e organizza gite in altri templi buddisti. Il tempio si concentra sull'introduzione di non buddisti alla religione ed è noto per dirigere i suoi membri ad altri templi buddisti nella zona sulla base delle forme di buddismo che interessano la persona.

## Storia

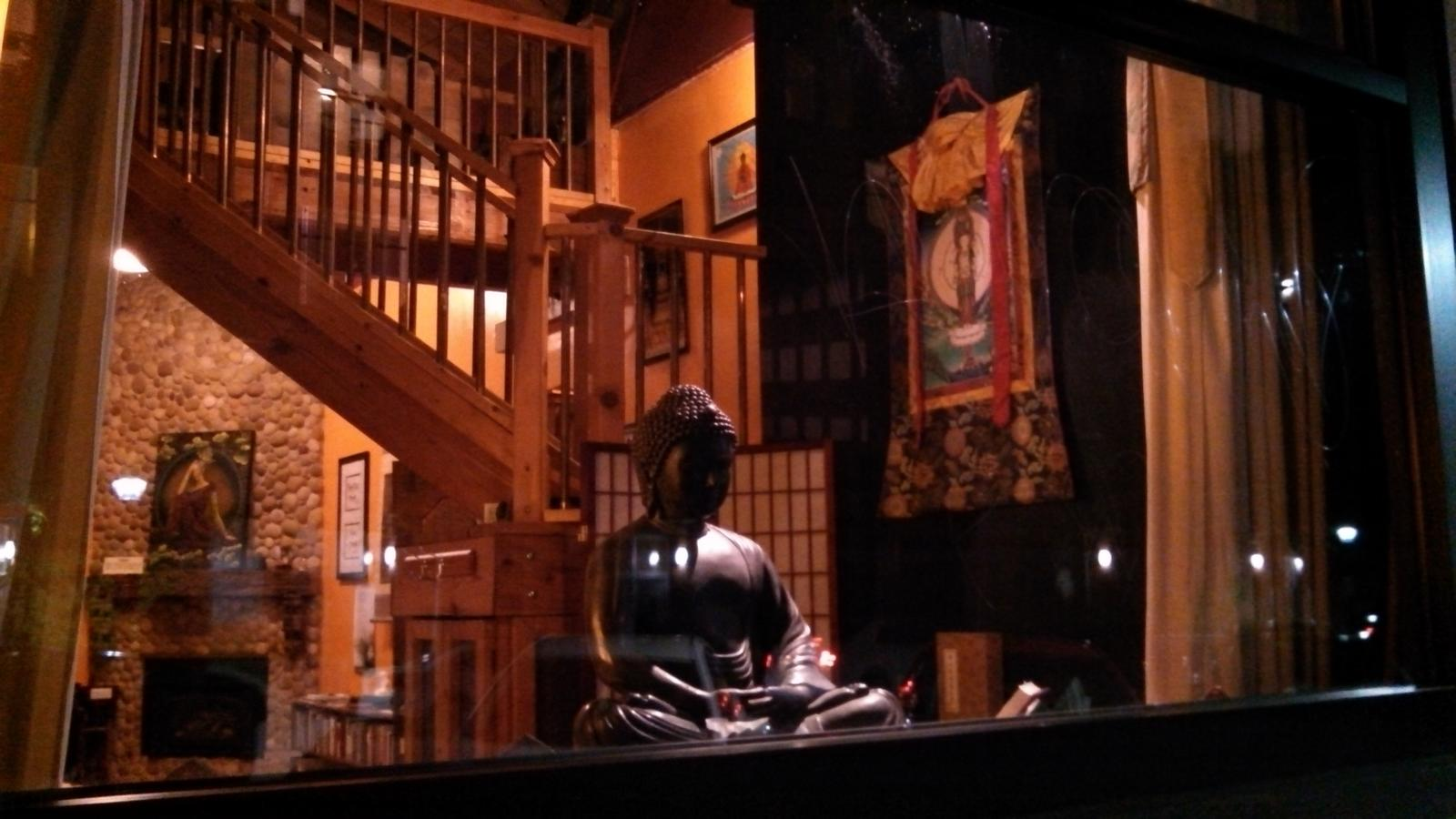
Il tempio di Dharma Bum nel 2014

### Fondazione
Il Dharma Bum Temple è stato fondato da un gruppo che si è incontrato in un tempio buddista locale a San Diego nel 2003. Uno dei membri del gruppo, Jeffrey Zlotnik, è diventato presidente del capitolo in lingua inglese del tempio locale. Nel 2005, il gruppo si è recato nel monastero di Fo Guang Shan a Taiwan per studiare il buddismo ed è stato invitato ad aprire un tempio a San Diego sotto il Bodhisattva Sangha internazionale nel 2006. Tuttavia, a causa di problemi logistici e una mancanza di finanziamenti, il gruppo ha abbandonato il progetto poco dopo aver aperto il tempio. Più tardi quell'anno, il gruppo aprì il proprio tempio nel centro di San Diego sotto il nome di "Dharma Bum Center", dopo il libro di Jack Kerouac del 1958 The Dharma Bums . Nel settembre 2008, il tempio cambiò ufficialmente il suo nome in Dharma Bum Temple .
Nel centro di San Diego
Dharma Bum Temple era situato nel centro di San Diego dalla fine del 2006 ad aprile 2017. Quando il tempio ha raggiunto la massima capacità nel 2008, ha tentato di trasferirsi in una posizione più ampia nel centro di San Diego, ma restituito all'edificio originale quando la nuova posizione è stata trovata non adatta. Nel 2009, il tempio ha acquistato un negozio di souvenir buddista vicino all'università statale di San Diego (SDSU) su richiesta del precedente proprietario, che era anziano e voleva che qualcuno affidasse il negozio a. Anche se il negozio di souvenir ha raramente generato profitti per il Tempio di Dharma Bum, ha avuto un ruolo significativo nell'espansione della comunità del tempio. A causa della sua vicinanza a SDSU, Dharma Bum Temple e i suoi servizi a Buddha for You divennero popolari tra gli studenti universitari e il tempio alla fine iniziò a tenere eventi regolari nel campus. Ciò includeva l'organizzazione di un club di meditazione SDSU chiamato "Aztec Dharma Bums" e la fondazione della prima confraternita del college buddista negli Stati Uniti, Delta Beta Tau (ΔΒΤ).
Prima del trasferimento del tempio, i suoi servizi erano divisi tra l'edificio principale di Downtown e il negozio di souvenir Buddha for You . Quest'ultimo ha ospitato due lezioni di meditazione a settimana, alla presenza di una quarantina di partecipanti ciascuno. Il tempio ha trascorso cinque anni alla ricerca di un luogo in cui espandersi ma non è riuscito a trovare un luogo adatto fino al 2016.
Campagna per acquistare la Chiesa di Swedenborg
Nell'ottobre 2016, il Dharma Bum ha iniziato una campagna per l'acquisto della Chiesa di Swedenborg nell'università di Heights, a San Diego . Secondo il co-fondatore di Dharma Bum Temple, Jeffrey Zlotnik, la chiesa era il luogo ideale per espandersi perché era situata in posizione centrale vicino a diversi quartieri e quartieri di San Diego, era libera dai problemi di parcheggio e traffico del centro di San Diego, ed era abbastanza grande per accogliere la congregazione in crescita.

## Servizi
Il Tempio di Dharma Bum si concentra sull'essere un centro introduttivo per gli occidentali per saperne di più sul buddismo. Il tempio ha una politica di accoglienza per tutti i gruppi, comprese le altre religioni. Anche se non si identifica con alcuna scuola specifica del Buddismo, il tempio enfatizza i principi del Buddismo Mahayana come gli insegnamenti del Sutra del Cuore . suoi insegnamenti comprendono il superamento dei problemi e l'eliminazione della sofferenza attraverso la meditazione e lo sviluppo dei principi buddisti. Come molti templi influenzati dal Buddismo Mahayana, il Tempio di Dharma Bum sottolinea il beneficio di perseguire il Sentiero del Bodhisattva attraverso la coltivazione delle sei Paramita Mahayana .
Il Tempio di Dharma Bum è noto per dirigere i membri di altri templi buddisti nell'area di San Diego dopo aver iniziato a mostrare un interesse più profondo per una particolare forma della religione dopo aver frequentato il Tempio di Dharma Bum. Ospita regolarmente relatori ospiti di varie tradizioni del buddismo e tiene viaggi d'estate in altri templi buddisti a San Diego per presentare i partecipanti alle loro tradizioni.
Insieme ai tradizionali servizi buddisti, Dharma Bum Temple ospita anche un gruppo di supporto basato sul buddismo chiamato "Recovery Sangha". Il programma combina elementi del tradizionale programma dei dodici passi con il buddismo e la meditazione per aiutare i tossicodipendenti e gli alcolisti a superare le loro dipendenze.
I servizi del tempio sono frequentati principalmente da occidentali di una fascia demografica più giovane e sono coordinati principalmente online attraverso piattaforme come Facebook . servizi di Dharma Bum Temple sono sempre gratuiti e non si pubblicizzano attivamente. Si concentra sullo sviluppo della sua comunità intorno alla struttura delle famiglie, offrendo programmi individuali per ogni fascia di età; anche per bambini, adolescenti e adulti, e ha un programma familiare chiamato "Family Sangha". Il tempio offre anche lezioni introduttive sul buddismo in spagnolo.